# Distretto di Chester-le-Street
Chester-le-Street è stato un distretto locale della contea di Durham, Inghilterra, Regno Unito, con sede nella città omonima.
Il distretto fu creato con il Local Government Act 1972, il 1º aprile, 1974 dalla fusione del distretto urbano di Chester-le-Street con il Distretto rurale di Chester-le-Street. Nel 2009 fu eliminato come tutti quelli della contea.

## Parrocchie civili
Le parrocchie erano:
- Bournmoor
- Edmondsley
- Great Lumley
- Kimblesworth and Plawsworth
- Little Lumley
- North Lodge
- Ouston
- Pelton
- Sacriston
- Urpeth
- Waldridge